# Szymon Kuran
Szymon Kuran (ur. 16 grudnia 1955 w Szeligach, zm. 7 sierpnia 2005 w Reykjavíku) – polski kompozytor, skrzypek, muzyk jazzowy, od 1984 roku mieszkający i tworzący na Islandii.

## Życiorys
Początkowo uczył się muzyki pod kierunkiem ojca, później był uczniem Witolda Krotkiewskiego, skrzypka i kompozytora. W 1975 ukończył Państwową Średnią Szkołę Muzyczną im. F. Chopina w Warszawie w klasie skrzypiec, a w 1980 został absolwentem Akademii Muzycznej im. Stanisława Moniuszki w Gdańsku. W latach 1983–84 studiował muzykę orkiestrową w Goldsmith College w Londynie.
W latach 1981–83 pracował jako koncertmistrz Filharmonii Bałtyckiej. W roku 1984 wygrał konkurs na drugiego koncertmistrza w Islandzkiej Orkiestrze Symfonicznej w Reykjavíku i to stanowisko zajmował do roku 2000.
Był założycielem jazzowego kwartetu Súld, z którym pod koniec lat 80. XX wieku wystąpił na Festival International de Jazz de Montréal, oraz w 1989 jednym z założycieli kwartetu Kuran Swing, zwanego "string-jazz". Z oboma zespołami koncertował na Islandii i za granicą oraz nagrywał płyty.
Jeden z najpopularniejszych muzyków na Islandii. W 1991 uzyskał obywatelstwo islandzkie. W roku 1994 otrzymał tytuł Artysty Roku (Borgarlistmaður), nadany przez władze Reykjavíku. Trzy lata później dyrygował orkiestrą podczas występu reprezentanta Islandii, Paula Oscara, podczas 42. Konkursu Piosenki Eurowizji.

## Wybrane kompozycje
- Sinfonia Concertante – D. Shostakovich in memoriam, 1977
- Nokturn na fortepian, 1978
- Pastorałki na głos żeński i smyczki, 1979
- Post mortem na smyczki, 1981
- Elegia na smyczki, 1982
- Square na skrzypce, flet, klarnet i wiolonczelę, 1984
- Konfrontacja na skrzypce, zespół elektroniczny, taśmę i światła, 1987
- In the Light of Eternity, msza jazzowa, 1975, przekomponowana w 1991
- Jólabjöllur (Dzwonki gwiazdkowe), balet dziecięcy na orkiestrę kameralną, 1999
- Requiem na głos dziecięcy, skrzypce solo, flet, gitarę, trzy chóry (chłopięcy, żeński i męski), orkiestrę smyczkową i perkusję, 2000. Utwór poświęcony pamięci zmarłej na raka Brynhildi Sigurþardóttir. Islandzkie prawykonanie Requiem odbyło się 29 kwietnia 2001 roku w kościele Chrystusa Króla w Reykjavíku, a polskie – już po śmierci kompozytora, 12 kwietnia 2006 roku w kościele Wszystkich Świętych na Pl. Grzybowskim w Warszawie[1][3]
- Draumadans (Senny taniec), utwór poetycki na fortepian, skrzypce, smyczki i recytatora, do poezji własnej
- Um nóttina (Nocą) na skrzypce solo, chór żeński i smyczki (ew. także na recytatora żeńskiego), do poezji córki, Anny Kolfinny Kuran
- Lusus, Hymnus in Gabrielem Archangelum na chór chłopięcy i organy, do łacińskiego tekstu Andrea Navagero (Naugerius), 1483-1529), 2002
- Powstanie Stwórcy na chór, smyczki, instrumenty perkusyjne i elektroniczne, 2002
- Ramona princessa (Księżniczka Ramona), balet w 3 aktach na chór mieszany i orkiestrę symfoniczną, do libretta Anny Kolfinny Kuran i Ingi Huld Hákonardóttir, 2003
- Veni Creator na solistów, chór i orkiestrę, do tekstu Czesława Miłosza w islandzkim tłumaczeniu.